# ゲオルク・トラークル
ゲオルク・トラークル（Georg Trakl、1887年2月3日 - 1914年11月3日）は、オーストリアの詩人。第一次世界大戦前夜、凝縮された表現と象徴主義にも通じる色彩感覚で世界苦 (Weltschmertz) をうたった、ドイツ表現主義最大とも評される夭折の天才である。

## 生涯
トラークルは生まれてから18歳になるまでザルツブルクで過ごした。
父トビアスはハンガリー系（マジャール系）の鉄鋼業を手広く営む裕福な業者であった。母マリア（旧姓・ハリック）はチェコ系で芸術と音楽に深い関心をもち、家庭生活より古美術品蒐集に熱心な主婦であり、トラークルはこの母からピアノを教わり、ショパンやリスト、ワーグナーの音楽を好んだ。

### 学生時代
トラークルはカトリック小学校に通ったが、両親がプロテスタントであったためか、宗教の授業のみプロテスタント系の小学校へ補習を受けに行った。1897年にザルツブルクのギムナジウムに入学してラテン語、ギリシア語と数学を学ぶ。
級友たちと文学サークル「ミネルヴァ」を結成し、入学前から傾倒していたボードレールら象徴派詩人のほか、ドストエフスキーやニーチェ、ヘルダーリン、ホフマンスタールなどの影響下に1904年ごろから詩を書き始めるが、同時期に耽溺した麻薬の悪影響か、成績不振により1905年には高校を中途退学した。
高校中退後は薬剤師になることを決意して薬学を勉強し、3年間の実習期間を過ごす。トラークルが戯曲の執筆を試みたのはこのころであるが、2つの短い戯曲（" Totentag "と" Fata Morgana "、トラークルにより破棄されたため現存しない）の上演は失敗に終わり、失意から麻薬への耽溺も度合いが深くなる。
1908年にウィーン大学の薬学科へ入学する。この地でトラークルは後に彼の仕事を援助することになる地元の芸術家やボヘミアンたちと親交を結ぶ。ランボーの詩集に出会って衝撃を受けるのもこのころである。
1910年、父の死とほぼ時を同じくして薬剤師の資格試験に合格する。

### 詩人としての出発
その後、トラークルは軍隊へ志願して1年間の兵役を務める。退役後の1912年、オスカー・ココシュカやカール・クラウス、ルートヴィヒ・フォン・フィッカー（雑誌『ブレンナー』（Der Brenner）の編集者）と知り合い、ココシュカが代表作『嵐の花嫁』を制作しているころには毎日そのアトリエに通っていた。特にフィッカーはトラークルの支援者として定期的に彼の詩を『ブレンナー』に掲載した。
トラークルの公刊された詩のほとんどはこの時期（フィッカーと知り合ってから自殺するまでのわずか2年間）に書かれてフィッカーの手で世に送り出されたものである。また、フィッカーは単行本としての出版のためにも骨を折り、その結果、生前唯一の作品集『詩集』（Gedichte）が1913年にウィーンでクルト・ヴォルフ書店によって出版された（第2詩集『夢の中のゼバスティアン』（Sebastian im Traum）もまもなく出版準備が整うが、第一次世界大戦の勃発により刊行が遅れたためにトラークルは完成した本を見ることができなかった）。
またこのころ、トラークルはある正体不明の大富豪からフィッカーを通じて匿名の寄付金2万クローネを送られる（公務員だった当時のトラークルは年収600クローネ）。この大富豪こそ、相続した莫大な遺産を有意義に使うため若い芸術家を育成する基金にしようと考え、フィッカーをエージェントとしてそれを実践していた哲学者ルートヴィヒ・ウィトゲンシュタインであった。他にウィトゲンシュタインから匿名の資金援助を受けた芸術家にはリルケ、ココシュカ、アドルフ・ロースらがいる。
実生活ではザルツブルクやインスブルックで薬剤師や役所の職員などいくつかの職を転々とするが、いずれも長続きしなかった。
市民生活への復帰が絶望的になったのと同時に、嫁いで間もない最愛の妹マルガレーテが死産して彼女自身も危篤状態に陥ったとの報を受ける（さいわい一命は取り留める）。

### 第一次世界大戦、そして自殺

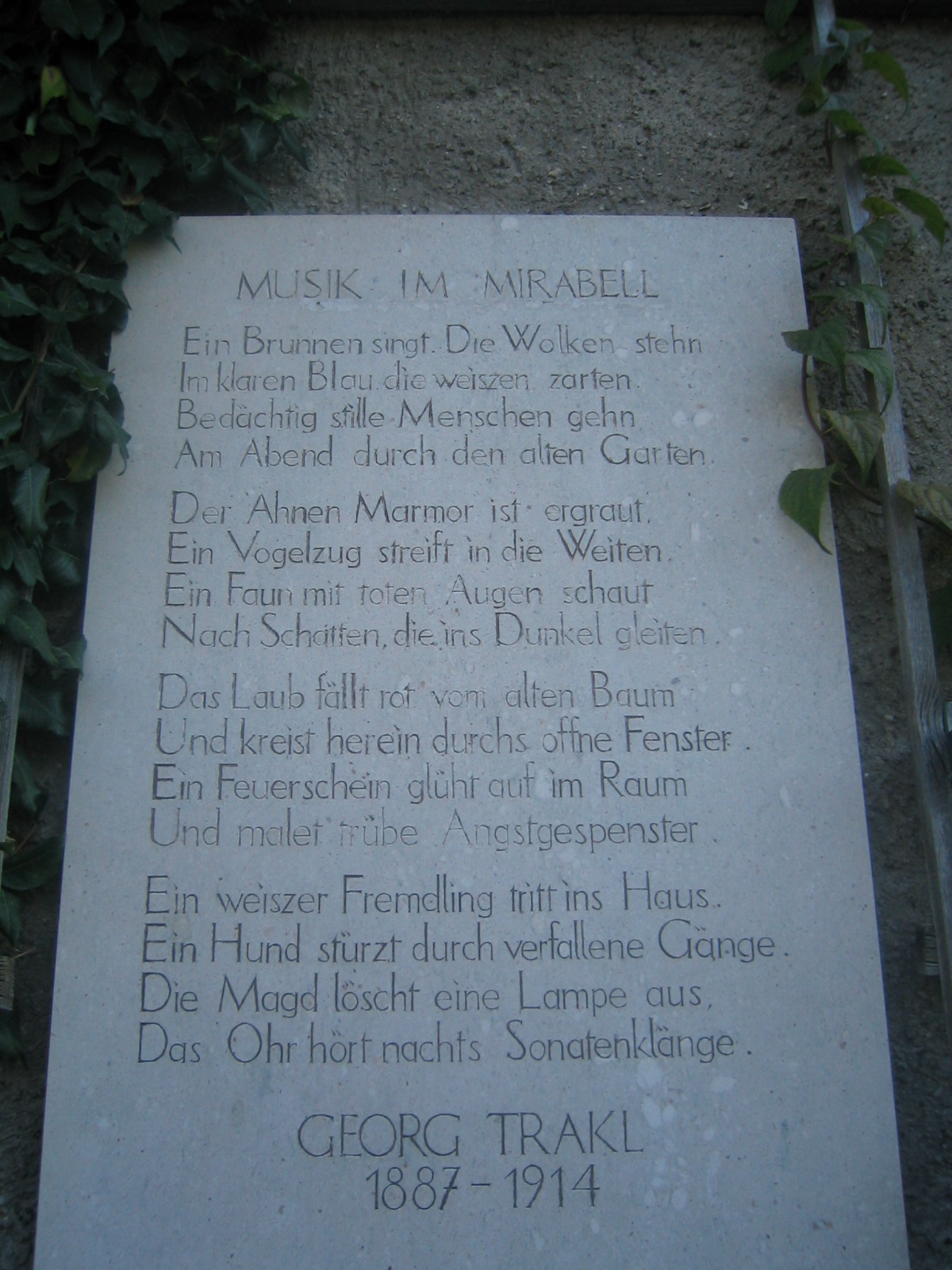
ザルツブルクのミラベル公園にあるトラークルの詩碑。『詩集』から「ミラベル庭園の音楽」が引かれている

どこにも救いのない現実から逃れるため第一次世界大戦の開始と同時に志願して再入隊、ガリツィア（今日のウクライナとポーランドの一部）で薬剤士官候補（衛生兵見習い）として従軍する。
そこでロシア軍との戦闘により負傷した100人近い兵士を薬もないまま看護する任務につくが、室内では重傷を負い苦悶の呻き声を上げる血まみれの友軍兵士、室外ではスパイ容疑で絞首刑となって木々に吊るされた敵軍兵士、といった惨状を直視できずにピストルによる自殺未遂をおこす。
幸か不幸か同僚に助けられて一命をとりとめるが、拘束されてクラクフの精神病棟へ強制入院させられ鬱病が悪化、助けを求める手紙をフィッカーに書き送る。この手紙の中で「一言でいいから便りがほしい」というトラークルの気落ちした言葉を見て、フィッカーは自分が送っていたはずの手紙が前線へは届いていないということを知り、あわててトラークルを励ましにクラクフへ向かう。
精神病棟で憔悴するトラークルの危機を見て取ったフィッカーは、ウィトゲンシュタイン（偶然にも当時トラークルと同じクラクフ地方にやはり志願入隊していた）にトラークルを励ましてやってはくれまいかと手紙で頼むが、不運なことにウィトゲンシュタインはそのとき別の任務でクラクフを離れていた。
帰着後、トラークル本人からも「ぜひお会いしたい」という手紙を受け取ったウィトゲンシュタインは、自身も孤独と憂鬱に悩まされていたこともあり、あの天才詩人と親しく話せる仲になれればなんと幸せなことかと喜び勇んで病院へ見舞いに向かったが、到着したのはトラークルがコカインの過剰摂取により自殺した3日後のことであった。

## 備考
表現主義の詩人であるトラークルだが、色彩語の独特の配剤には若いころに洗礼を受けた象徴主義、とりわけランボーの影響が見られる。
トラークルを高く評価し、その作品を愛した思想家・芸術家にはマルティン・ハイデッガー、ライナー・マリア・リルケらがいる。アントン・ヴェーベルンは彼の詩による歌曲を残している（作品13-4、『トラークルの詩による6つの歌曲』作品14）。
トラークルと同様に母からピアノの手ほどきを受け、ピアニストとしての道を歩み始めていた妹のマルガレーテ（愛称グレーテ）もまた、1917年に突然のピストル自殺を遂げている。トラークルの詩作の中に唯一限りない（そして罪の意識に彩られた）愛情の対象として登場し、この妹とトラークルの近親相姦が疑われるが、二人の死後この兄妹間の書簡などは家族が処分したため、明白な証拠は残されていない。

## 日本語訳された作品集など
- 『ゲオルク・トラークル詩集 対訳』ノルベルト・ホルムート、栗崎了・滝田夏樹訳注 同学社 1967年
- 『トラークル詩集』平井俊夫訳 筑摩叢書 1967年、新版1985年
- 『原初への旅立ち 詩集』畑健彦訳 国文社 1968年 ピポー叢書
- 『トラークル詩集』吉村博次訳 弥生書房 1968年 世界の詩
- 『世界詩人全集 第22』トラークル（高本研一訳）新潮社 1969年
- 『ドイツ表現主義 1 (表現主義の詩)』（トラークル、内藤道雄訳) 、河出書房新社 1971年
- 『トラークル全詩集』中村朝子訳 青土社 1983年
- 『トラークル全集』中村朝子訳 青土社 1987年、新版1997年、2015年
- 『トラークル詩集』滝田夏樹編訳 小沢書店 1994年 双書・20世紀の詩人
- リューディガー・ゲルナー『ゲオルク・トラークル 生の断崖を歩んだ詩人』中村朝子訳、青土社、2017年
- 他 ゲオルク・トラークルと表現主義 (未完成URL)